# Uniwersyteckie Centrum Okulistyki i Onkologii w Katowicach
Uniwersyteckie Centrum Okulistyki i Onkologii w Katowicach – szpital w Katowicach, mieszczący się przy ul. Ceglanej.

## Historia
Decyzję o budowie szpitala podjęła Rada Ministrów. Obiekt ukończono w 1989, szpital (wówczas Samodzielny Publiczny Szpital Kliniczny Nr 5) oddano do użytku 5 lutego 1990. Od początku swego istnienia był szpitalem Śląskiej Akademii Medycznej w Katowicach (obecnie Śląski Uniwersytet Medyczny). W latach 1988–2008 kierowała nim prof. n. med. Ariadna Gierek-Łapińska.
W maju 1990 roku szpital jako pierwszy w Polsce i jeden z pierwszych w Europie wprowadził laserowe usuwanie wad wzroku, wprowadzenie lasera excimer pozwoliło na leczenie ambulatoryjne pacjentów z wadami refrakcji (krótkowzroczność, nadwzroczność, astygmatyzm).
W roku 2012 specjaliści z zakresu okulistyki jako pierwsi w Polsce wszczepili pacjentowi soczewkę bioanalogiczną, czyli maksymalnie zbliżoną do naturalnej.
Od początku 2014 w Uniwersyteckim Centrum Okulistyki i Onkologii działa specjalistyczny ośrodek onkologiczny.
1 marca 2016 roku doszło do połączenia Uniwersyteckiego Centrum Okulistyki i Onkologii w Katowicach z Centralnym Szpitalem Klinicznym im. prof. Kornela Gibińskiego w Katowicach, w wyniku czego powstało Uniwersyteckie Centrum Kliniczne im. prof. Kornela Gibińskiego w Katowicach.

## Dane
Placówka medyczna świadczy specjalistyczne usługi medyczne w zakresie: okulistyki dorosłych i dzieci, a także alergologii i immunologii klinicznej, endokrynologii, radioterapii, onkologii klinicznej oraz chirurgii onkologicznej.
W 2013 roku w poradniach przyjęto łącznie 169,5 tys. pacjentów, hospitalizowano blisko 17,5 tys.

## Oddziały
- oddział okulistyki dorosłych
- oddział okulistyki dziecięcej
- oddział alergologii i immunologii klinicznej
- oddział endokrynologii
- oddział chirurgii onkologicznej
- oddział onkologii klinicznej
- oddział radioterapii